# Osterfeld
Osterfeld es un municipio situado en el distrito de Burgenland, en el estado federado de Sajonia-Anhalt (Alemania), a una altitud de 250 metros. Su población a finales de 2015 era de unos 2500 habitantes y su densidad poblacional, 90 hab/km².
Se encuentra junto a la frontera con el estado de Turingia.